# جون أوكونيل (لاعب كرة قاعدة)
جون أوكونيل (بالإنجليزية: John O'Connell)‏ هو لاعب كرة قاعدة أمريكي، ولد في 13 يونيو 1904، وتوفي في 17 أكتوبر 1992.

## وصلات خارجية
- جون أوكونيل على موقعبيزبول رفرنس.كوم (الدوري الرئيسي) (الإنجليزية)